# Latin archaïque

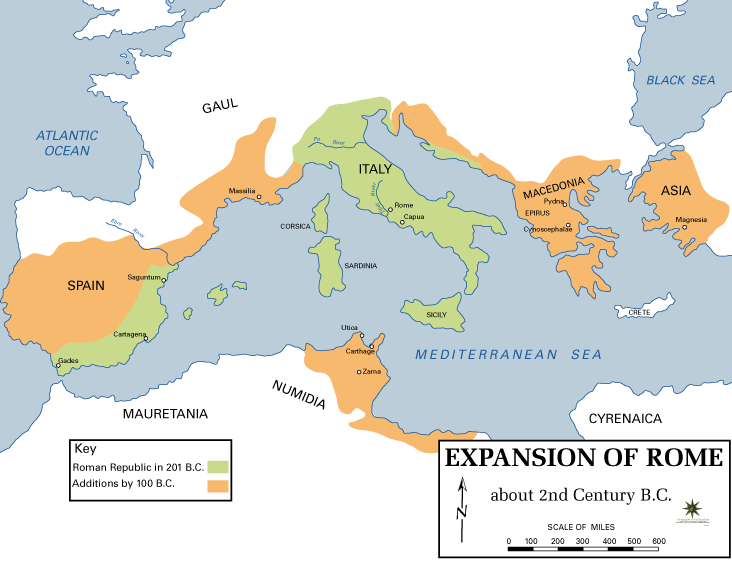
Expansion de Rome au Il est peu probable que le latin ait été parlé au-delà de l'aire verte.

On appelle latin archaïque (prisca latinitas), ou latin préclassique, l'état du latin en usage de l'origine de la langue jusqu'à -100 environ.

## Historiographie

### La langue des origines
Le concept de vieux latin est aussi vieux que celui de latin classique, les deux datant de la fin de la République romaine. À cette époque, Cicéron remarque, comme d'autres, que le langage qu'il utilise tous les jours, celui de la haute société romaine, est émaillé d'archaïsmes, qu'il appelle « verborum vetustas prisca »,.

### Quatre latins d'Isidore de Séville
Durant l'Antiquité tardive, les grammairiens latinistes et hellénistes prennent conscience des différentes phases par lesquelles la langue latine a transité. Isidore de Séville, dans ses Étymologies, décrit au début du VIIe siècle le schéma de classification de son époque :
« Latinas autem linguas quattuor esse quidam dixerunt, id est Priscam, Latinam, Romanam, Mixtam. Prisca est, quam vetustissimi Italiae sub Iano et Saturno sunt usi, incondita, ut se habent carmina Saliorum. Latina, quam sub Latino et regibus Tusci et ceteri in Latio sunt locuti, ex qua fuerunt duodecim tabulae scriptae. Romana, quae post reges exactos a populo Romano coepta est, qua Naevius, Plautus, Ennius, Vergilius poetae, et ex oratoribus Gracchus et Cato et Cicero vel ceteri effuderunt. Mixta, quae post imperium latius promotum simul cum moribus et hominibus in Romanam civitatem inrupit, integritatem verbi per soloecismos et barbarismos corrumpens. »
Traduction :
«  Certains ont dit qu'il existe quatre langues latines : la primitive, la latine, la romaine, et la mixte. La primitive, usée par les plus anciens Italiens sous le règne de Saturne et de Janus, est grossière, comme le sont les chants saliens. La latine était parlée sous Latinus et les rois toscans, par tous les habitants du Latium ; c'est celle dans laquelle furent écrites les douze tables. La romaine commença à apparaître après que le peuple romain eut chassé les rois : c'est celle que diffusèrent Naevius, Plaute, Ennius, Virgile, et, parmi les orateurs, Gracchus, Caton, Cicéron, et beaucoup d'autres. La mixte domine depuis que des hommes et des mœurs étrangers ont pénétré de concert dans la civilisation romaine, après l'établissement d'un empire plus étendu, corrompant l'intégrité du vocabulaire par des solécismes et des barbarismes.
 »
Ce schéma persista, sans grand changement, longtemps après Isidore.

### Période
En 1874, John Wordsworth propose la définition suivante : « By Early Latin I understand Latin of the whole period of the Republic, which is separated very strikingly, both in tone and in outward form, from that of the Empire. » (« Par latin archaïque, je comprends le latin de toute la période de la République, qui se distingue très nettement, par son ton en plus de sa forme extérieure, de celui de l'Empire. »)
Bien que les différences soient nettes et facilement notées par les lecteurs, elles ne sont pas suffisantes pour nuire à la compréhension. Les locuteurs du latin de l'époque impériale ne rapportent pas de difficulté à comprendre le latin archaïque, à l'exception de quelques textes qui doivent dater de l'époque royale, essentiellement des chants. Ainsi la Loi des Douze Tables, qui remonte aux débuts de la République, est compréhensible, alors que le Carmen Saliare, écrit sous Numa Pompilius, n'était pas complètement compris même par Cicéron.
Une opinion concernant le latin archaïque a survécu, dans une œuvre de l'historien grec Polybe. Il évoque « le premier traité entre Rome et Carthage », dont il dit qu'il « remonte au consulat de Lucius Junius Brutus et à Marcus Horatius, les premiers consuls après l'expulsion des rois ». Nous n'avons pas une grande connaissance des premiers consuls, mais Polybe indique que le traité a été rédigé 28 ans après l'incursion de Xerxes Ier en Grèce, c'est-à-dire en l'an -452, à peu près à l'époque des Decemviri, alors que la constitution de la République romaine avait été définie. Polybe parle ainsi de la langue utilisée pour la rédaction du traité : « la langue romaine ancienne diffère tant de la langue moderne qu'elle ne peut que partiellement être comprise, et après beaucoup d'application et par les hommes les plus intelligents ».
Il n'y a pas de grande différence entre le latin archaïque, parlé dans la plus grande partie de la République, et le latin classique, mais il y a une gradation continue.
La fin de la république est considérée comme une date de fin ultime, selon les linguistes postérieurs à Wordsworth. Charles Edwin Bennett en dit : 

« Latin archaïque » est nécessairement un terme quelque peu vague… Bell, dans De Locativi in prisca latinitate vi et usu, Breslau, 1889, place la limite finale à -75. il est impossible de donner une date précise, le latin archaïque ne se terminant pas abruptement mais se continuant même jusqu'à la période impériale. »

La date de -100 fournie par Bennet n'est pas celle qui a été retenue par la suite mais celle de -75, proposée par Bell, est devenue le standard, comme indiqué dans des ouvrages majeurs comme le recueil de fragments (littéraires ou épigraphiques) paru chez Loeb. Les textes de latin datant entre -452 et -75 évoluent ainsi de l'état de difficiles à comprendre, même par des classicistes expérimentés, vers un latin qui est accessible aux gens de lettres.

## Corpus

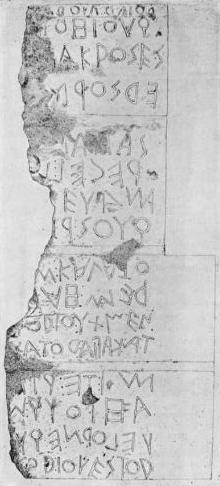
L'inscription du Forum, l'une des plus anciennes inscriptions latines connues. Elle est écrite en boustrophedon, bien que de façon irrégulière. L'empreinte a été prise par Domenico Comparetti.

Aucune inscription n'est antérieure à l'introduction de l'alphabet grec en Italie. Les plus anciennes datent probablement des VIIe et VIe siècles av. J.-C.. Cependant, certains textes, conservés de façon fragmentaire dans les œuvres d'auteurs classiques, doivent avoir été composés durant l'époque royale.
Le philologue allemand Gerhard Radke (de) a publié en 1981 un catalogue des inscriptions les plus antiques du latin. 

### Fragments et inscriptions
- Annales ou Fastes
- Bol du Garigliano
- Carmen Arvale
- Carmen Nelei
- Carmen Priami
- Chant des Saliens
- Chants funèbres, chants satiriques
- Elogia Scipionum
- Fibule de Préneste
- Inscription de Duenos
- Lapis Niger
- Lapis Satricanus
- Loi des Douze Tables
- Senatus Consultum de Bacchanalibus
- Vase Tita Vendia

### Auteurs
Les pièces de théâtre du comique Plaute, qui datent des IIIe et IIe siècles av. J.-C., sont les plus anciennes œuvres littéraires que nous ayons conservées dans leur intégralité. On dispose également de fragments d'œuvres (p. ex. Odusia de Livius Andronicus, Bellum Poenicum de Naevius) cités par d'autres auteurs (p. ex. Aulu-Gelle).
- Appius Claudius Caecus

Écrivains romains du IIIe siècle av. J.-C.
- Attilius
- Livius Andronicus
- Naevius
- Plaute
- Quintus Fabius Pictor
- Lucius Cincius Alimentus
- Ennius
- Caton l'Ancien
- Sextus Aelius Paetus Catus
- Caecilius Statius
- Pacuvius
- Luscius Lanuvinus
- Quintus Trabea

Écrivains romains du IIe siècle av. J.-C.
- Porcius Licinius
- Térence
- Gaius Acilius
- Lucilius
- Lucius Accius
- Quintus Lutatius Catulus
- Furius Antias
- Gaius Julius Caesar Strabo Vopiscus
- Lucius Pomponius
- Lucius Cassius Hemina
- Lucius Calpurnius Piso Frugi
- Manius Manilius
- Lucius Coelius Antipater
- Sempronius Asellio
- Gaius Sempronius Tuditanus
- Lucius Afranius
- Titus Albucius
- Publius Rutilius Rufus
- Aelius Stilo
- Quintus Claudius Quadrigarius
- Valerius Antias
- Lucius Cornelius Sisenna
- Caius Papirius Carbo
- Volcatius Sedigitus
- Sextus Turpilius

## Orthographe
Le latin archaïque s'écrit essentiellement avec 20 lettres : A, B, C, D, E, F, H, I, K, L, M, N, O, P, Q, R, S, T, V, X.
Le G — soit un C modifié — fait certes son apparition pendant la République, mais son usage ne devient réellement courant qu'à partir de l'époque classique. Auparavant, la consonne C recouvrait indistinctement les phonèmes [k] et [g] : ce sera encore le cas à l'époque classique pour les prénoms Caius et Cnaeus, respectivement prononcés [gajus] et [gnaeus]. Quant au K, il tend au contraire à être systématiquement remplacé par le C (il n'est généralement plus guère usité à l'époque classique que dans l'abréviation KAL pour KALENDAE, graphie d'ailleurs concurrencée par CALENDAE, les fameuses calendes). Enfin, la profonde vague d'hellénisation qui touche le monde romain dès le IIIe siècle av. J.-C. finira par imposer l'usage des lettres exogènes Y et Z.
L'humaniste Pierre de La Ramée est l'auteur, au XVIe siècle, de la réforme visant à instaurer les lettres j et v, pour les distinguer de i et u, d'où leur nom de lettres ramistes.
Certaines différences entre le latin archaïque et le latin classique sont simplement orthographiques ; on pense que la prononciation est essentiellement la même qu'en latin classique.
- consonne unique pour consonnes doubles : Marcelus pour Marcellus
- voyelles géminées pour voyelles longues : aara pour āra
- q pour c devant u : pequnia pour pecunia
- gs/ks/xs pour x : regs pour rex, saxsum pour saxum
- c pour g : Caius pour Gaius

## Phonologie

Évolution des diphtongues du latin archaïque au latin classique

Certaines caractéristiques phonologiques du latin archaïque sont :
- la préservation des désinences casuelles indo-européennes -os et -om originelles (latin classique -us et -um)
- la préservation de la plupart des diphtongues indo-européennes dans les syllabes accentuées, dont /ai/ (plus tard ae, mais la prononciation reste inchangée) ; /ei/ (plus tard ī) ; /oi/ (plus tard ū, ou parfois oe) ; /ou/ (du PIE /eu/ et /ou/ ; plus tard ū).
- l'existence d'un /s/ intervocalique, jusque 350 av. J.-C. environ. Dans de nombreux cas, ce /s/ intervocalique devient /r/ en latin classique, phénomène appelé rhotacisme. Ce rhotacisme a des implications pour la déclinaison : honos, honoris (de honos, honoses) devient par analogie honor, honoris (« l'honneur »). Certains textes en latin archaïque conservent ce /s/ dans cette position, comme le Carmen Arvale : lases pour lares
- de nombreuses suites de consonnes non réduites : iouxmentom (iūmentum, « bête de trait ») ; losna (lūna, « lune ») < *lousna < */leuksnā/ ; cosmis (cōmis, « doux, gentil ») ; stlocum, acc. (locum, « place, lieu »).
- /dw/ : duenos (latin classique bonus), dans la fameuse inscription de Duenos ; duellom (latin classique bellum)
- /d/ finaux à l'ablatif (plus tard perdus) et à la troisième personne du singulier[précision nécessaire] des verbes (plus tard dévoisés en t).

## Grammaire et morphologie

### Noms
Les noms latins sont distingués par le cas grammatical, une flexion du mot par une terminaison (ou suffixe), qui détermine son rôle dans la phrase (sujet, COD, etc.).
Les noms latins ont un cas grammatical, avec une terminaison, ou suffixe, indiquant son utilisation dans la phrase : sujet, prédicat, etc. Un cas pour un mot donné est formé en suffixant une terminaison de cas à une partie du mot commune à tous ses cas appelée un radical. Les radicaux sont classés par leurs dernières lettres comme voyelles ou consonnes. Les radicaux de voyelles sont formés en ajoutant un suffixe à un segment plus court et plus ancien appelé racine. Les radicaux consonantiques sont la racine (les racines se terminent par des consonnes). La combinaison de la dernière lettre du radical et de la terminaison de cas donne souvent une terminaison également appelée terminaison de cas ou terminaison. Par exemple, le radical puella- reçoit une terminaison de cas -m pour former le cas accusatif puellam dans lequel la terminaison -am est évidente.
Dans les manuels de latin classique, les déclinaisons sont nommées à partir de la lettre qui termine le radical ou du premier, du deuxième, etc. au cinquième. Une déclinaison peut être illustrée par un paradigme, ou une liste de tous les cas d'un mot typique. Cette méthode est moins souvent appliquée au latin ancien, et avec moins de validité. Contrairement au latin classique, le latin ancien reflète l'évolution de la langue à partir d'un ancêtre parlé dans le Latium. Les terminaisons sont multiples. Leur utilisation dépend du temps et du lieu. Tout paradigme sélectionné serait soumis à ces contraintes et, s'il était appliqué à la langue de manière universelle, il donnerait de fausses constructions, des mots hypothétiques non attestés dans le corpus du latin ancien. Néanmoins, les terminaisons sont présentées ci-dessous par des paradigmes quasi classiques. Des terminaisons alternatives issues de différents stades de développement sont données, mais elles peuvent ne pas être attestées pour le mot du paradigme. Par exemple, dans la deuxième déclinaison, *campoe « champs » n'est pas attesté, mais poploe « peuples » l'est.

Le locatif était un cas distinct en latin ancien, mais sa fonction a progressivement diminué, et la forme locative singulière a fini par fusionner avec le génitif singulier par un changement de son régulier. Au pluriel, le locatif était capturé par le cas ablatif dans toutes les langues italiques avant le vieux latin.

#### Première déclinaison (a)
Les noms de cette déclinaisons sont typiquement féminins. Les thèmes se terminent par -ā.
Quelques masculins possèdent un nominatif terminant en -s, qui pourrait avoir été la terminaison d'origine; ce -s a toutefois eu tendance à tomber: paricidas vs. paricida. Au nominatif pluriel -ī a remplacé le -s originel.
|           | puellā, –āī fille, jeune fille f. | puellā, –āī fille, jeune fille f. |
| Singulier | Pluriel                           |                                   |
| --------- | --------------------------------- | --------------------------------- |
| Nominatif | puellā                            | puellāī                           |
| Vocatif   | puella                            | puellai                           |
| Accusatif | puellam                           | puellās                           |
| Génitif   | puell-ās/-āī/-ais                 | puell-om/-āsōm                    |
| Datif     | puellāi                           | puell-eis/-abos                   |
| Ablatif   | puellād                           | puell-eis/-abos                   |
| Locatif   | Romai                             | Syracuseis                        |

Au génitif singulier, le -s a été remplacé par le –ī de la seconde déclinaison. La diphtongue résultante -āī, après s'être abrégée en -ai, est ensuite devenue -ae. Dans quelques cas, le remplacement n'a pas eu lieu : pater familiās. Les explications des terminaisons épigraphiques tardives -aes sont peu sûres. Au génitif pluriel, la terminaison régulière est –āsōm (–ārum en latin classique, par rhotacisme et abrègement du -ō final) mais certains noms empruntent -om (-um en latin classique) à la seconde déclinaison.
Le -ī du datif singulier est long ou court. Comme au génitif singulier, la terminaison devient -ae, -a (Feronia) ou -e (Fortune).
À l'accusatif singulier, le latin abrège une voyelle devant un -m final.
À l'ablatif singulier, -d tombe après une voyelle longue. Aux datif et ablatif pluriels, la terminaison -abos, qui descend de l'indo-européen *–ābhos, n'est utilisée que pour les féminins (deabus). Le développement *–ais > –eis > īs est analogique de celui du –ois de la deuxième déclinaison.
Le -a bref originel du vocatif singulier s'est confondu avec le -a abrégé du nominatif.
Le cas locatif ne peut s'appliquer à un mot comme puella ; dans le tableau, Roma, au singulier, et Syracusae, au pluriel, lui ont donc été substitués. La désinence du locatif pluriel s'est déjà confondue avec le -eis de l'ablatif.
Astuce: pour apprendre cette première declinaison facilement , le refrain de la chanson "Rosa" de Jacques Brel pourrait aider.

#### Deuxième déclinaison (o)
Les noms sont masculins ou neutres. Les thèmes se terminent par -ŏ, qui dérive du degré o de l'alternance vocalique indo-européenne. Le latin classique présente un développement ŏ > ŭ. 
Avec les noms dont le nominatif singulier se termine en -ros ou -ris, se produit une syncope[source insuffisante] : on a ainsi ager et non *ageros. Les nominatifs masculins pluriels suivent deux lignes de développement, chacune laissant une série de terminaisons. Les Romains généralisent la terminaison pronominale indo-européenne *-oi. La séquence est *-oi > -oe > -ei > -e > -ī. Les textes provinciaux généralisent la terminaison indo-européenne du nominatif pluriel *-ōs, qui apparaît dans la troisième déclinaison : *-ōs > -ēs, -eis, -īs, à partir de 190 ACN.
|           | campos, –ī champ, plaine m. | campos, –ī champ, plaine m.     | saxom, –ā pierre, rocher n. | saxom, –ā pierre, rocher n. |
| Singulier | Pluriel                     | Singulier                       | Pluriel                     |                             |
| --------- | --------------------------- | ------------------------------- | --------------------------- | --------------------------- |
| Nominatif | campos                      | camp-oe/-e/-ei/-ī /-ēs/-eis/-īs | saxom                       | sax-ā/-ă                    |
| Vocatif   | camp-e/-us                  | camp-oe/-e/-ei/-ī /-ēs/-eis/-īs | saxom                       | saxǎ                        |
| Accusatif | campom                      | campōs                          | saxom                       | sax-ā/-ă                    |
| Génitif   | camp-ī/-ei                  | camp-ōm/-ūm                     | saxī                        | sax-ōm/-ūm                  |
| Datif     | campō                       | camp-ois/-oes/-eis/-īs          | saxō                        | sax-ois/-oes/-eis/-īs       |
| Ablatif   | campōd                      | camp-ois/-oes/-eis/-īs          | saxōd                       | sax-ois/-oes/-eis/-īs       |
| Locatif   | campī/-ei/-oi               | camp-ois/-oes/-eis/-īs          | saxī/-ei/-oi                | sax-ois/-oes/-eis/-īs       |

Au génitif singulier, -ī est la terminaison la plus ancienne. Elle alternera plus tard avec -ei : populi Romanei, « du peuple romain ». Au génitif pluriel, les désinences -om et -um (ou -ōm et -ūm), qui proviennent toutes deux de l'indo-européen *-ōm, survivent en latin classique dans les noms des pièces de monnaie et les noms de mesures. Ailleurs, le latin classique a -ōrum, par analogie avec la désinence -ārum première déclinaison.
Au datif singulier, si la fibule de Préneste est un faux, la forme Numasioi, seule occurrence de -ōi, ne doit pas être prise en compte : la terminaison est alors -ō.
Au vocatif singulier, certains noms - mais pas nécessairement les mêmes qu'en latin classique - perdent le -e (terminaison ø). Le -e alterne régulièrement avec -us. Le vocatif pluriel était le même que le nominatif pluriel. Excepté certaines formes au singulier qui étaient identiques au génitif, le locatif a fusionné avec l'ablatif dans toutes les langues italiques antérieures au latin archaïque.

#### Troisième déclinaison (c)
Les noms sont masculins, féminins et neutres. Le thème finit par une consonne, d'où l'appellation de « déclinaison consonantique ». On trouve cependant certains noms dont le thème finit par -i. Le thème en -i, qui est un thème vocalique, a partiellement fusionné avec le thème consonantique durant la période pré-latine, et plus encore en latin archaïque, ce qui a donné la déclinaison à thème mixte. Il en subsiste des traces en latin classique : par exemple, l'adjectif ingens, « immense », donne : 
- à l'ablatif singulier : ingenti (et non *ingente) ;
- aux nominatif et accusatif neutres pluriels : ingentia (et non *ingenta) ;
- au génitif pluriel : ingentium (et non *ingentum).

particularités couramment désignées sous le nom de « règle des trois -i ».
Les déclinaisons des thèmes consonantiques varient légèrement selon la consonne finale du thème : occlusive-, r-, n-, s-, etc. Les paradigmes ci-dessous incluent un thème en occlusive (reg-) et un thème en i- (igni-).
|           | rēgs –ēs roi m.     | rēgs –ēs roi m.             | ignis -ēs feu m.     | ignis -ēs feu m.            |
| Singulier | Pluriel             | Singulier                   | Pluriel              |                             |
| --------- | ------------------- | --------------------------- | -------------------- | --------------------------- |
| Nominatif | rēg/-s              | rēg-eīs/-īs/-ēs/-ĕs         | ign-is/-es           | ign-eīs/-ēs/-īs/-ĕs         |
| Vocatif   | rēg/-s              | rēg-eīs/-īs/-ēs/-ĕs         | ign-is/-es           | ign-eīs/-ēs/-īs/-ĕs         |
| Accusatif | rēgem               | rēg-eīs/-īs/-ēs             | ignim                | ign-eīs/-ēs/-īs             |
| Génitif   | rēg-es/-is/-os/-us  | rēg-om/-um/-erum            | ignis                | ign-iom/-ium                |
| Datif     | rēg-ei/-ī/-ē/-ě     | rēg-ebus/-ebūs /-ibos/-ibus | ign-i/-eī/-ē         | ign-ibus/-ibos              |
| Ablatif   | rēg-īd/-ĭd/-ī/-ē/-ĕ | rēg-ebus/-ebūs /-ibos/-ibus | ign-īd/-ĭd /-ī/-ē/-ĕ | ign-ebus/-ebūs /-ibos/-ibus |
| Locatif   | rēgī                | rēgebos                     | ignī                 | ignibos                     |

Pour la déclinaison consonantique, au nominatif singulier, le -s était directement accolé au thème, mais la combinaison de deux consonnes a produit des nominatifs modifiés. Le nominatif rēgs à la place de rēx est une caractéristique orthographique du latin archaïque ; la lettre x était rarement utilisée seule pour désigner les sons /ks/ ou /gs/, qui étaient plutôt transcrits 'ks', 'cs' ou même 'xs'. Au nominatif surviennent fréquemment des syncopes/apocopes : latin archaïque nominus > latin classique nomen ; hominus > homo ; Caesarus > Caesar. La forme du neutre (qui n'est pas montrée ici) est le nominatif indo-européen sans la terminaison du thème ; par exemple, cor < *cord (« le cœur »).
Les terminaisons du génitif singulier sont -is < -es et -us < *-os. Au génitif pluriel, certaines formes rajoutent la désinence à la forme du génitif singulier plutôt qu'au thème seul : regerum < *reg-is-um (au lieu de reg-um).
Au datif singulier, -ī a succédé à -ēi et -ē après 200 ACN.
À l'accusatif singulier, -em < *-ṃ après une consonne.
À l'ablatif singulier, le -d tombe après 200 ACN. Aux datif et ablatif pluriels, les poètes archaïques utilisent parfois -būs.
La forme la plus ancienne du locatif est identique à celle du datif, mais est assimilée à l'ablatif durant cette période.

#### Quatrième déclinaison (u)
|           | senātus, –ūs sénat m.      | senātus, –ūs sénat m. |
| Singulier | Pluriel                    |                       |
| --------- | -------------------------- | --------------------- |
| Nominatif | senātus                    | senātūs               |
| Vocatif   | senātus                    | senātūs               |
| Accusatif | senātum                    | senātūs               |
| Génitif   | senāt-uos/-uis/-ī/-ous/-ūs | senāt-uom/-um         |
| Datif     | senātuī                    | senāt-ubus/-ibus      |
| Ablatif   | senāt-ūd/-ud               | senāt-ubus/-ibus      |
| Locatif   | senāti                     |                       |

#### Cinquième déclinaison (e)
Sur le plan morphologique, la cinquième déclinaison en latin archaïque diffère peu de sa descendante en latin classique. Comme pour cette dernière, la voyelle thématique est E.
|           | rēs, reis chose f. | rēs, reis chose f. |
| Singulier | Pluriel            |                    |
| --------- | ------------------ | ------------------ |
| Nominatif | rēs, reis          | rēs                |
| Vocatif   | rēs                | rēs                |
| Accusatif | rem                | rēs                |
| Génitif   | rēis, rēs          | rēsom              |
| Datif     | reī                | rēbos              |
| Ablatif   | rēd                | rēbos              |
| Locatif   |                    | -eis               |

On retrouve tout d'abord des transformations liées à l'histoire de la phonologie générale du latin :
- le d final ne s'est pas encore amuï (comme pour l'ablatif singulier des autres déclinaisons : -ē < -ēd, comme on a ailleurs -ā < ād ; -ō < ōd etc.).
- le rhotacisme n'a pas encore eu lieu (ici, cela s'applique au génitif pluriel : -ēsom > -ērum – mais cela vaut également pour les autres déclinaisons).
- le -o désinentiel bref n'est pas encore passé à -u (ici, en ce qui concerne le datif et l'ablatif pluriel : -ēbus < -ēbos ; mais également le génitif pluriel cité précédemment : -ērum < -ēsom).

Par ailleurs, on note que :
- l'accusatif, comme pour les autres déclinaisons, connaît un -m prononcé, ce qui a pour effet de raccourcir la quantité de la voyelle thématique.
- la voyelle longue du nominatif peut se diphtonguer, d'où – à nouveau – le raccourcissement du E thématique (-ēs → -eis).
- le génitif singulier ne s'est pas encore fondu dans le datif singulier (l'évolution est analogue à celle de ces cas pour la première déclinaison).
- le locatif pluriel se forme sur celui de la seconde déclinaison.
- le locatif singulier, quasiment inexistant, imite son pluriel (par exemple, on peut rencontrer un rarissime Athenenseis).

### Pronoms personnels
Les pronoms personnels sont parmi les mots les plus fréquents dans les inscriptions en latin archaïque. Notez qu'aux trois personnes, la terminaison de l'ablatif singulier est identique à celle de l'accusatif singulier.
|           | ego, moi, je       | tu, toi, tu        | suī, lui-même, elle-même, etc. |
| --------- | ------------------ | ------------------ | ------------------------------ |
|           | Singulier          |                    |                                |
| Nominatif | ego                | tu                 | -                              |
| Accusatif | mēd                | tēd                | sēd                            |
| Génitif   | mis                | tis                | sei                            |
| Datif     | mihei, mehei       | tibei              | sibei                          |
| Ablatif   | mēd                | tēd                | sēd                            |
|           | Pluriel            |                    |                                |
| Nominatif | nōs                | vōs                | -                              |
| Accusatif | nōs                | vōs                | sēd                            |
| Génitif   | nostrōm, -ōrum, -i | vostrōm, -ōrum, -i | sei                            |
| Datif     | nōbeis, nis        | vōbeis             | sibei                          |
| Ablatif   | nōbeis, nis        | vōbeis             | sēd                            |

### Pronom relatif
En latin archaïque, le pronom relatif est également courant.
| queī, quaī, quod qui, quoi | queī, quaī, quod qui, quoi | queī, quaī, quod qui, quoi | queī, quaī, quod qui, quoi |
|                            | Masculin                   | Féminin                    | Neutre                     |
| -------------------------- | -------------------------- | -------------------------- | -------------------------- |
|                            | Singulier                  |                            |                            |
| Nominatif                  | queī                       | quaī                       | quod                       |
| Accusatif                  | quem                       | quam                       | quod                       |
| Génitif                    | quoius, quoios             | quoia                      | quoium, quoiom             |
| Datif                      | quoī, queī, quoieī, queī   | quoī, queī, quoieī, queī   | quoī, queī, quoieī, queī   |
| Ablatif                    | quī, quōd                  | quād                       | quōd                       |
|                            | Pluriel                    |                            |                            |
| Nominatif                  | ques, queis                | quaī                       | qua                        |
| Accusatif                  | quōs                       | quās                       | quōs                       |
| Génitif                    | quōm, quōrom               | quōm, quārom               | quōm, quōrom               |
| Datif                      | queis, quīs                | queis, quīs                | queis, quīs                |
| Ablatif                    | queis, quīs                | queis, quīs                | queis, quīs                |

### Verbes
|              | indicatif présent : sum | indicatif présent : sum | indicatif présent : sum | indicatif présent : sum | indicatif présent : facio | indicatif présent : facio | indicatif présent : facio | indicatif présent : facio |
| archaïque    | archaïque               | classique               | classique               | archaïque               | archaïque                 | classique                 | classique                 |                           |
| singulier    | pluriel                 | singulier               | pluriel                 | singulier               | pluriel                   | singulier                 | pluriel                   |                           |
| ------------ | ----------------------- | ----------------------- | ----------------------- | ----------------------- | ------------------------- | ------------------------- | ------------------------- | ------------------------- |
| 1re personne | som, esom               | somos, sumos            | sum                     | sumus                   | fac(e/ī)o                 | fac(e)imos                | faciō                     | facimus                   |
| 2e personne  | es                      | esteīs                  | es                      | estis                   | fac(e/ī)s                 | fac(e/ī)teis              | facis                     | facitis                   |
| 3e personne  | est                     | sont                    | est                     | sunt                    | fac(e/ī)d/-(e/i)t         | fac(e/ī)ont               | facit                     | faciunt                   |

|              | indicatif parfait : fuī | indicatif parfait : fuī | indicatif parfait : fuī | indicatif parfait : fuī | indicatif parfait : fēcī | indicatif parfait : fēcī | indicatif parfait : fēcī | indicatif parfait : fēcī |
| archaïque    | archaïque               | classique               | classique               | archaïque               | archaïque                | classique                | classique                |                          |
| singulier    | pluriel                 | singulier               | pluriel                 | singulier               | pluriel                  | singulier                | pluriel                  |                          |
| ------------ | ----------------------- | ----------------------- | ----------------------- | ----------------------- | ------------------------ | ------------------------ | ------------------------ | ------------------------ |
| 1re personne | fuei                    | fuemos                  | fuī                     | fuimus                  | (fe)fecei                | (fe)fecemos              | fēcī                     | fēcimus                  |
| 2e personne  | fuistei                 | fuisteīs                | fuistī                  | fuistis                 | (fe)fecistei             | (fe)fecisteis            | fēcistī                  | fēcistis                 |
| 3e personne  | fued/fuit               | fueront/-erom           | fuit                    | fuērunt                 | (fe)feced/-et            | (fe)feceront/-erom       | fēcit                    | fēcērunt/-ēre            |

### Monographies
- Alfred Ernout, Recueil de textes latins archaïques, Paris, Klincksieck, 1916.
- Hubert Zehnacker et Jean-Claude Fredouille, Littérature latine, Paris, Presses universitaires de France, coll. « Quadrige manuels », 2005, 520 p. (ISBN 2-13-055211-0)
- (en) Eric Herbert Warmington, Remains of Old Latin, Loeb Classical Library, 1935, 648 p. (ISBN 978-0-674-99324-2)

### Grammaires
- (en) Frederic de Forest Allen, Remnants of Early Latin, 1880 (lire en ligne)
- (la) Andreas Bell, De locativi in prisca Latinitate vi et usu : Dissertatio inauguralis philologica, 1889
- (en) Charles Edwin Bennett, Appendix to Bennett's Latin grammar for Teachers and Advanced Students, Boston, Allyn and Bacon, 1895 (lire en ligne)
- (en) Charles Edwin Bennett, The Latin language : a historical outline of its sounds, inflections, and syntax, 1907 (lire en ligne)
- (en) Charles Edwin Bennett, Syntax of Early Latin, Boston, Allyn and Bacon, 1910 (réimpr. 1966) (LCCN 11000346, lire en ligne)
- (en) Carl Darling Buck, Comparative grammar of Greek and Latin, Chicago, University of Chicago Press, 1933, 405 p. (ISBN 0-226-07931-7)
- Alfred Ernout, Morphologie historique du latin, Paris, Klincksieck, 2003 (1re éd. 1914), 256 p. (ISBN 978-2-252-03396-8, présentation en ligne)
- (en) Basil Lanneau Gildersleeve et Gonzalez Lodge, Gildersleeve's Latin grammar, Londres, Macmillan Education, 1895 (lire en ligne)
- (en) Wallace Martin Lindsay, The Latin language : an historical account of Latin sounds, stems and flexions, 1894 (lire en ligne)
- (en) Leonard Robert Palmer, The Latin language, 1954, 372 p. (ISBN 978-0-8061-2136-9, lire en ligne)
- (de) Gerhard Radke, Archaisches Latein. Historische und sprachgeschichtliche Untersuchungen (« Erträge der Forschung », Bd. 150), Darmstadt, Wissenschaftliche Buchgesellschaft, 1981.  (ISBN 3-534-08063-7)
- (en) Henry John Roby, A grammar of the Latin language from Plautus to Suetonius, I, Londres, Macmillan, 1872 (lire en ligne)
- (en) Andrew L. Sihler, New Comparative Grammar of Greek and Latin, Oxford, Oxford University Press, 1995, 686 p. (ISBN 978-0-19-537336-3 et 0-19-537336-7, lire en ligne) Ouvrage de référence
- (en) John Wordsworth, Fragments and Specimens of Early Latin : with Introduction and Notes, Clarendon Press, 1874 (lire en ligne)
- (en) Michael Weiss, Outline of the Historical and Comparative Grammar of Latin, Beech Stave Press, 2009, 635 p. (ISBN 978-0-9747927-5-0) Ouvrage de référence
- Marius Lavency, VSVS : Grammaire latine, Louvain-la-Neuve, Peeters, 1997, 2e éd., 358 p. (ISBN 90-6831-904-3, lire en ligne)